# 瑞安航空

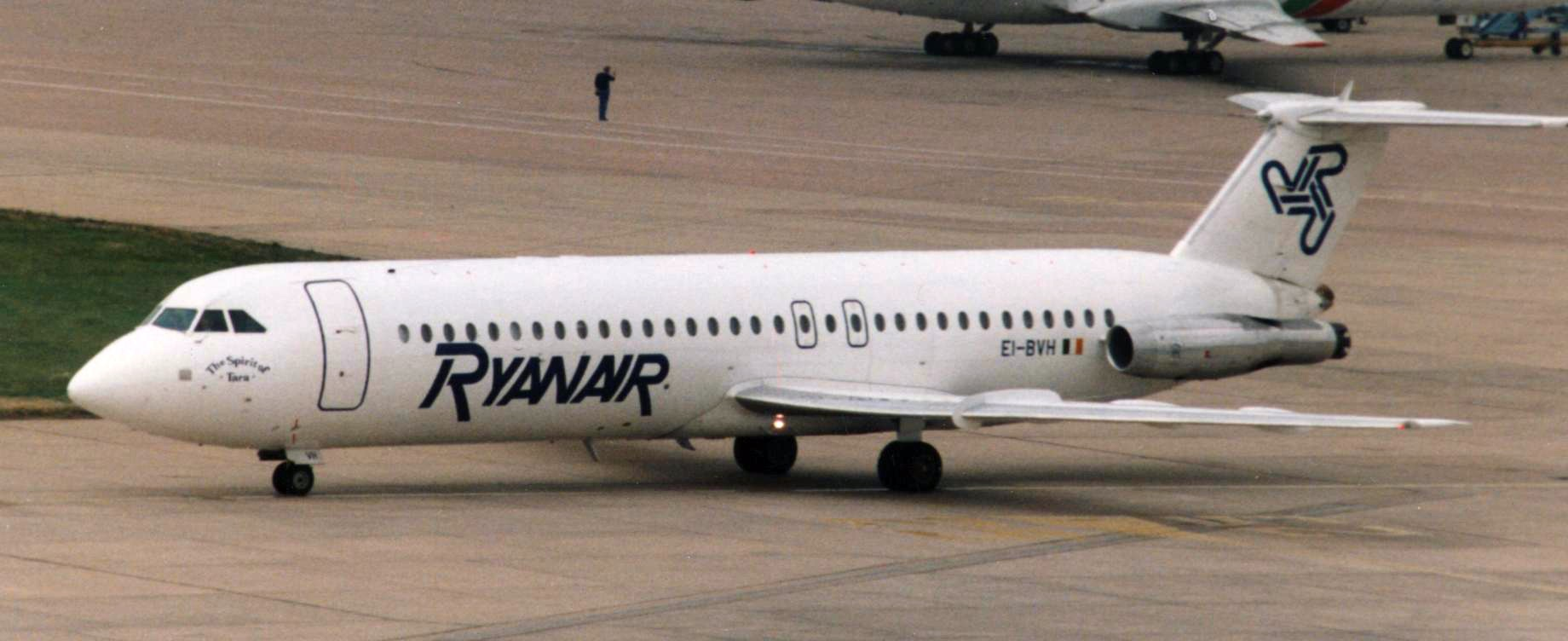
瑞安航空在1988年至1993年间执飞的BAC 1-11系列500型客机

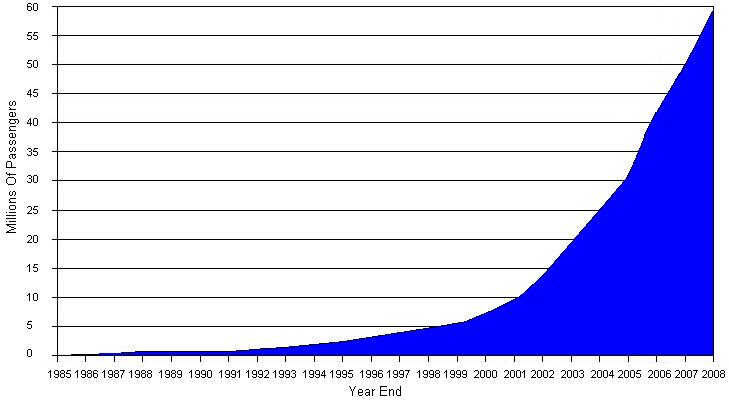
旅客吞吐量：瑞安航空在2008年运载了约58,700,000名旅客，同比2007年增长18%。

瑞安航空公司（英語：Ryanair，ISEQ：RYA LSE：RYA NASDAQ：RYAAY） 是一家总部设在爱尔兰的航空公司。它是欧洲最大的廉价航空公司，拥有830条廉价航线，遍布欧洲17个国家的165个目的地。

## 历史

### 創業
瑞安航空由克里斯托弗·瑞安（Christopher Ryan）、利亚姆·洛納根（Liam Lonergan）和愛爾蘭商人托尼·瑞安成立于1985年，同年使用一架EMB-110由沃特福德飛往倫敦格域機場。瑞安航空此舉的目的是打破英國航空和愛爾蘭航空在倫敦至愛爾蘭航線上的双头垄断，次年又開通都柏林飛往倫敦盧頓機場的航班。當時歐盟規定歐盟國家間的新開航班需要在兩國政府中一方的批准下方可開通。為保護愛爾蘭航空，愛爾蘭政府拒絕批准，但當時保守黨執政的英國政府批准了瑞安航空新航班的開通。創業之初只有兩架飛機的瑞安航空在一年之內運載了82,000名乘客。此後，雖然客量持續增長，瑞安航空卻開始虧損，不得不在1991年進行重組。1991年，邁克爾·奧萊利接手瑞安航空，採取降低票價、降低飛機周轉時間、取消商務艙、使用單一機型等一系列措施將瑞安航空改為一間廉價航空公司。
參觀過西南航空之後，奧萊利確信瑞安航空可以拓展至全歐洲的航空市場，瑞安航空也以低成本的優勢得以與主要航空公司競爭，大多飛往裝卸費較低的地區性機場而非大型國際機場。1995年，瑞安航空一年旅客量達到225萬人。

### 1992-1999年

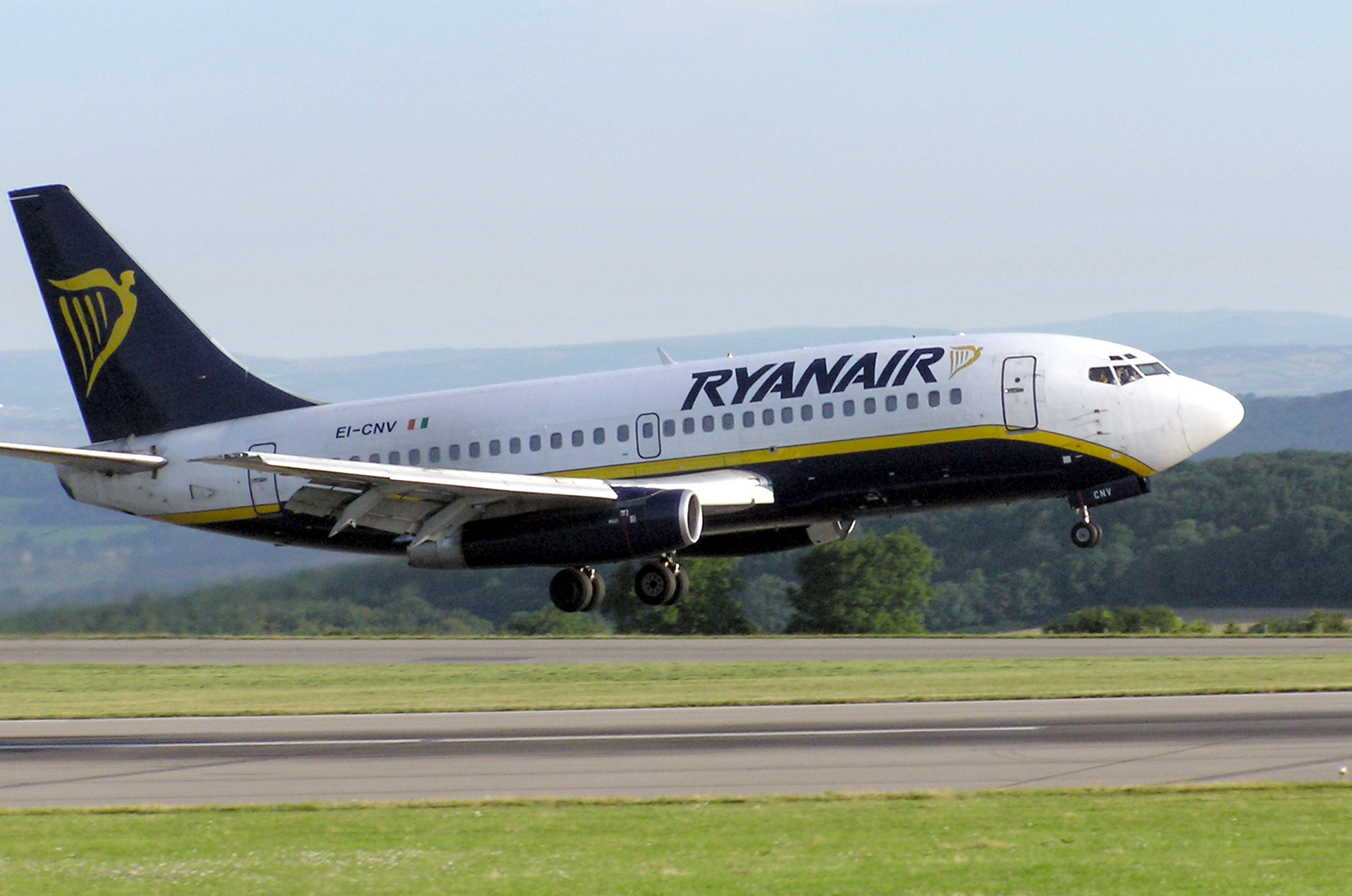
一架瑞安航空的波音737-200在布里斯托尔机场降落，该型客机服役于整个上世纪90年代，直到2005年退役。

1992年，歐盟放開成員國航空公司開通其他成員國之間航班的限制，使瑞安航空獲得更多發展機會。在爱尔兰证券交易所和纳斯达克發行股票之後，瑞安航空開通飛往斯德哥爾摩、桑訥菲尤爾機場（奧斯陸以南110公里）、巴黎博韋－提里機場和沙勒羅瓦機場的航班。1998年，瑞安航空投資20億美元購買45架波音737-800。

### 2000–2006年

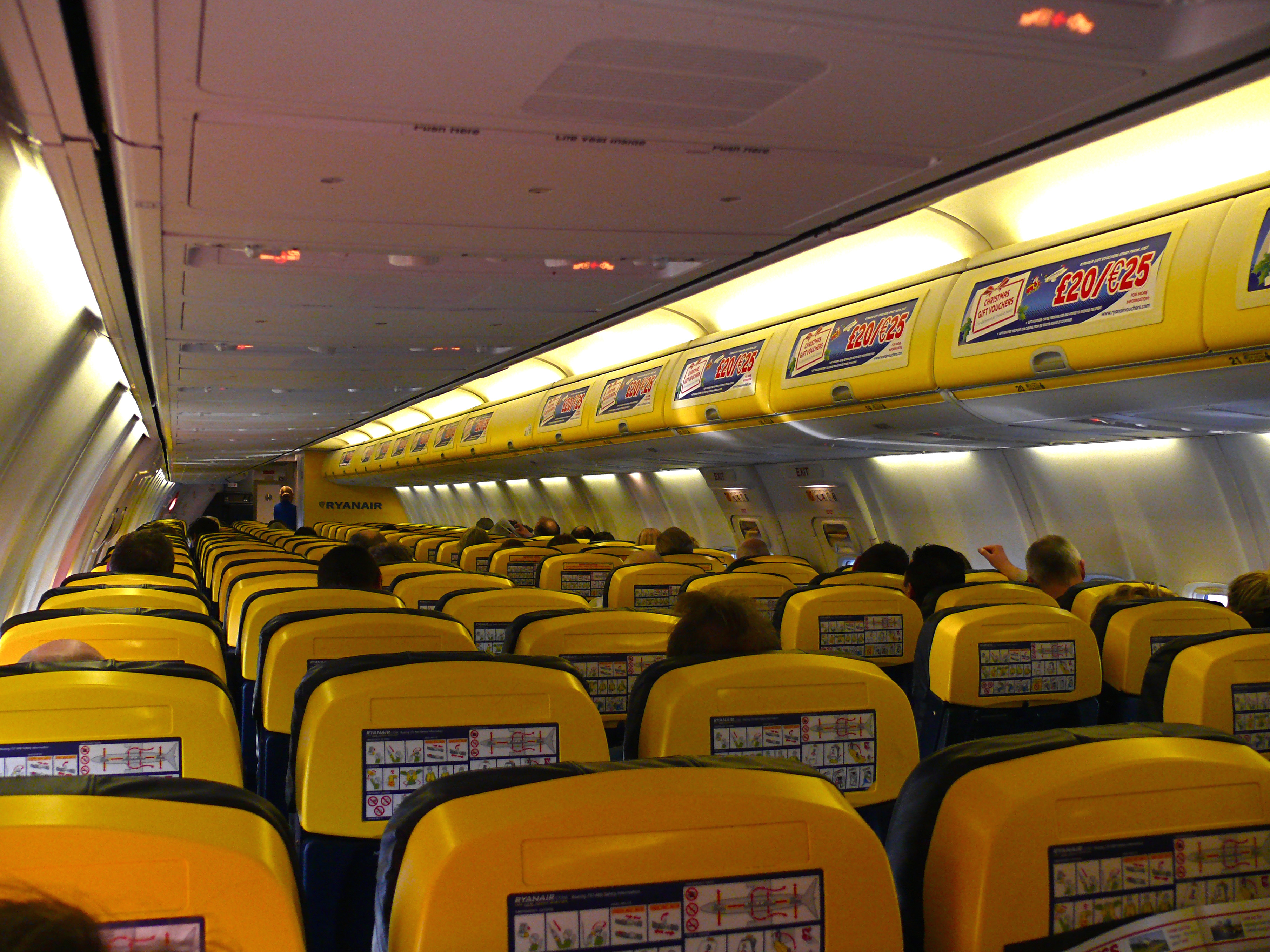
瑞安航空的机舱内饰

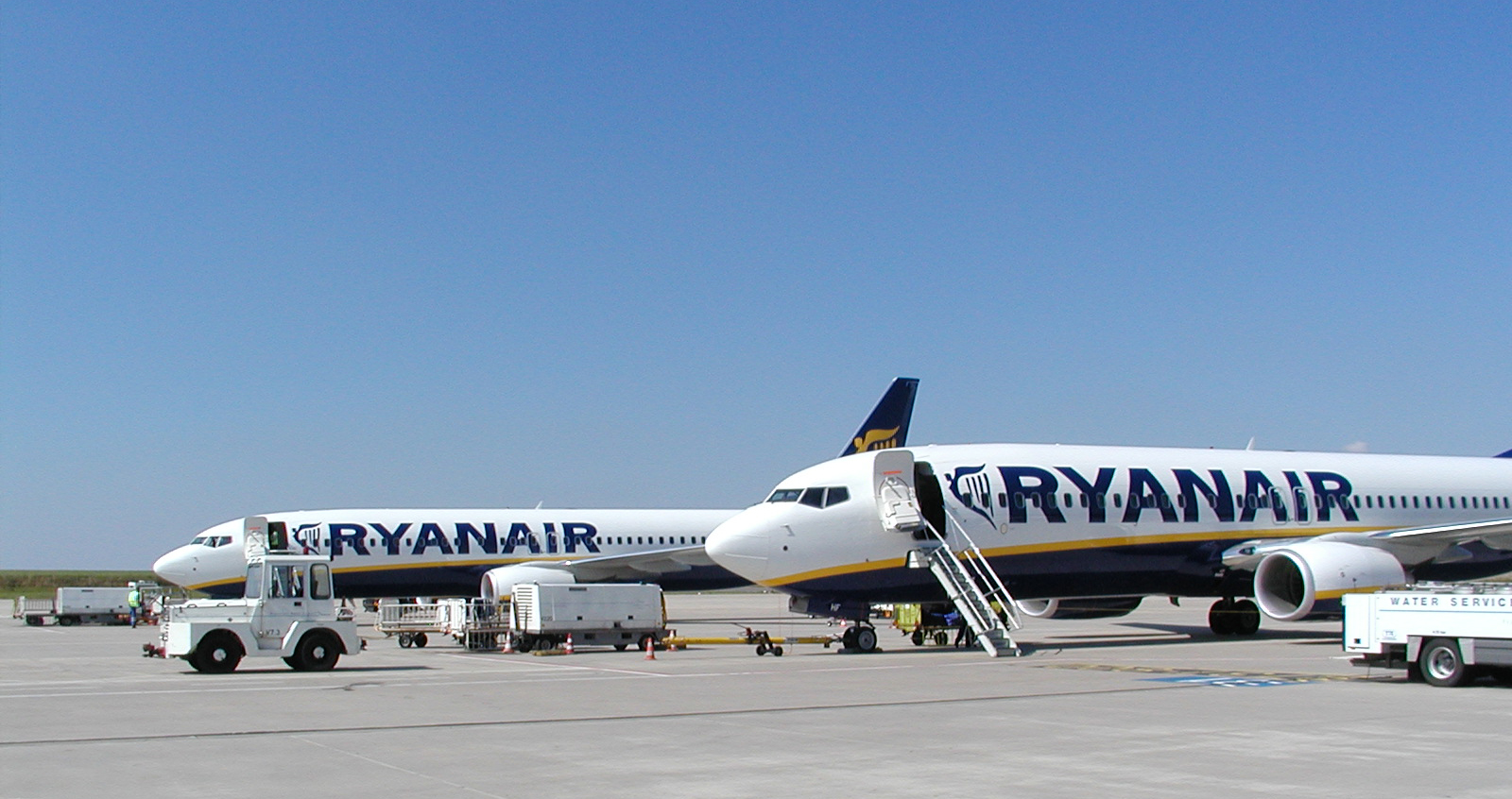
瑞安航空位于法兰克福-哈恩机场的波音737-800

2000年，瑞安航空開通自己的網站以及網上訂票服務，次年網上訂票數已占全部訂票數的四分之三。也是在2001年，瑞安航空開始把沙勒羅瓦機場作為運營基地，同年後期訂購155架波音737-800，這些飛機於2002年至2010年間交付。截至2005年，約有100架2001年訂購的波音737-800已經交付，但2005年末出現了生產中斷，原因是波音公司機工罷工。

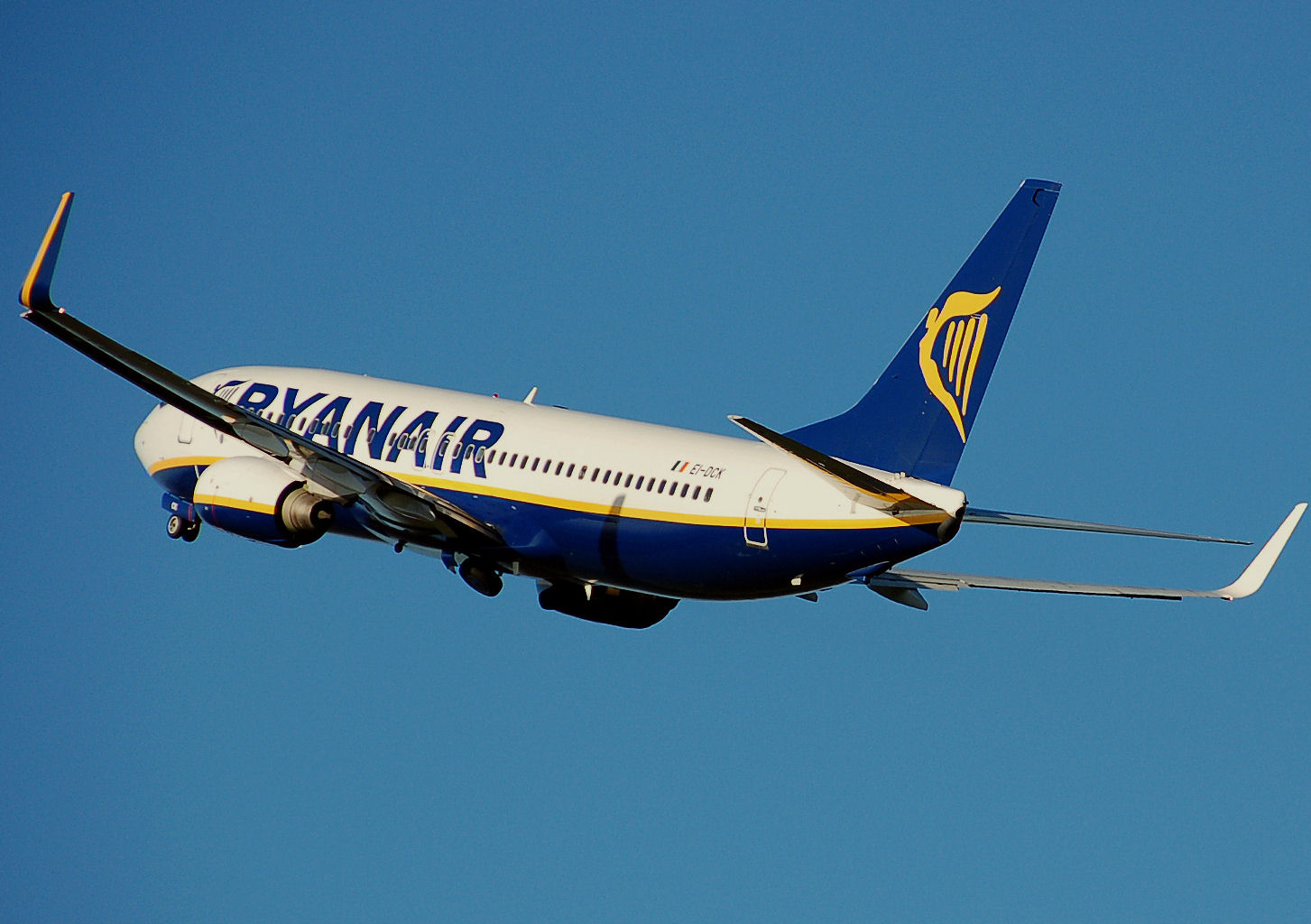
刚刚起飞的波音737-800

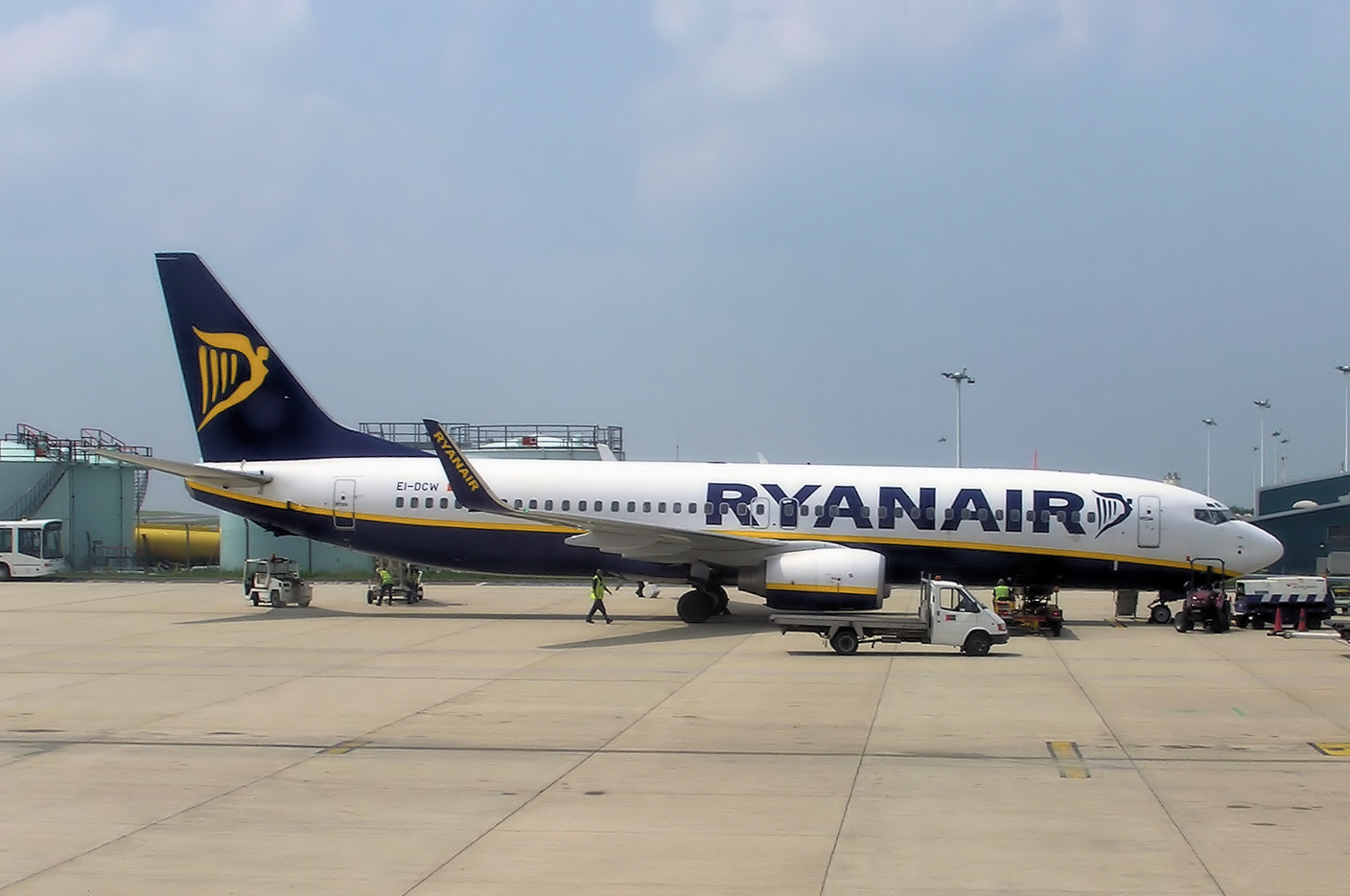
布里斯托尔机场的波音737-800

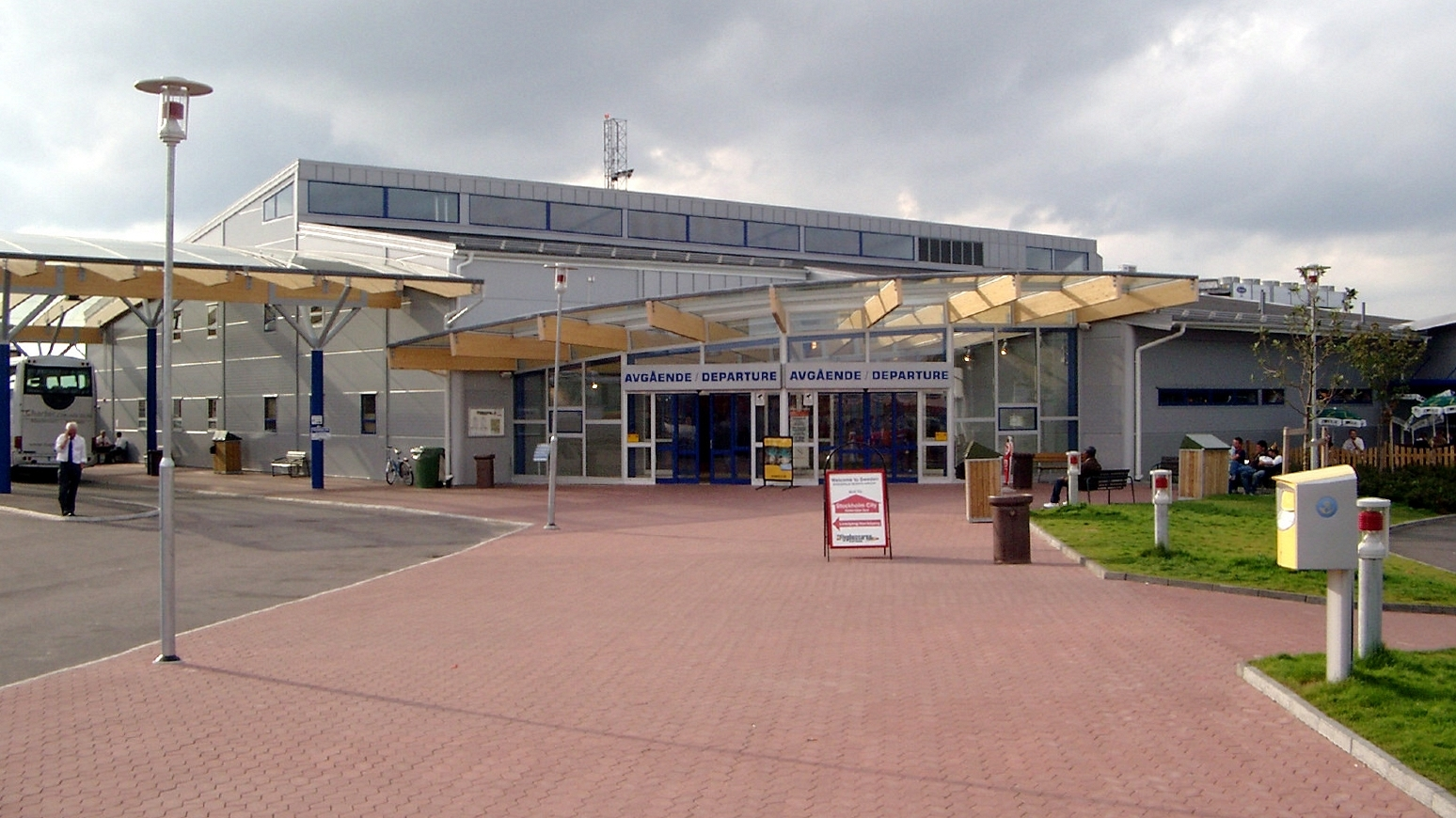
位于尼雪平的斯德哥爾摩－斯卡夫司塔機場是瑞安航空运营的230余个航点之一

### 2020–2024年
該航空公司的執行長於2020年3月3日在布魯塞爾舉行的A4E航空峰會上發表評論。Michael O'Leary 表示，他預計人們會對COVID-19大流行感到“厭倦”，並在2020年夏季看到復甦。但這種情況發生了變化，瑞安航空在一份聲明中宣布，預計需求將在2022年夏季恢復到2019年的水準。
新冠大流行對瑞安航空產生了重大影響。儘管執行長仍然堅持國家援助不是一種選擇，但該航空公司宣布對其營運進行幾項調整。其中包括 2020 年 5 月 1 日宣布的 3000 人失業，主要影響飛行員和機組人員。 在此之前，該航空公司宣布將暫停大部分業務直至 2020 年6月。2020 年7 月，Michael O'Leary 宣布，該公司在2020年4月至6 月期間淨虧損1.85 億歐元。相較之下，2019 年同期，該公司淨利為1.85 億歐元。2.43億。2020 年 9 月，該航空公司因 COVID-19限制而威脅要離開愛爾蘭。儘管他們最初的計劃是執行上一年計劃的 60%，但在 2020 年 10 月，該公司決定將 2020 年 11 月至 2021 年 3 月期間的航班數量減少至 40%。 奧利裡表示，這是由於放鬆檢疫旅行措施而導致「政府對歐盟航空旅行管理不善」的結果。截至 2020 年 12 月底，該航空公司報告年度乘客數量較 2019 年下降了 83%。
2020年12月，瑞安航空將波音 737 MAX 8 飛機的訂單增加了75架，總數達到210架，交貨時間為2021年初至2024年12月。
由於持續存在的COVID-19大流行，瑞安航空預計2021財年的損失將在8億至8.5億歐元之間。只有 2,750萬名乘客搭乘飛機，而上一財年的乘客數量為 1.486億。 完整財務報告於2021年5月17日發布。該公司報告年度虧損達到創紀錄的 9.89 億美元。
2023年5月，瑞安航空證實與波音公司簽訂了採購 300 架波音 737-MAX 10 飛機的訂單，總價為 400 億美元（363 億歐元）。 該交易包括 150 架確認訂單和另外 150 架的選擇權，將於 2027 年至 2033 年間交付。該訂單的一半將替換撤回的737-800。該訂單是在與波音公司就定價問題進行了 18 個月的公開爭論後發出的，瑞安航空最終獲得了比之前訂單更低的折扣。
2023年12月，瑞安航空成為世界上最有價值的航空公司，也是美國以外最大的航空公司。2024年，他們再次成為「該地區最大的參與者。
瑞安航空宣佈在摩洛哥投資 14 億美元，執行該國最大2024年夏季航班計劃，包括 175 條航線每週 1,100 多個航班，其中新增35條航線。此次擴張標誌著瑞安航空在11 條國內航線上推出超低票價，這在非洲尚屬首次，旨在促進內部連通性和客流量成長。 該計劃包括在丹吉爾建立一個擁有兩架飛機的新基地，以及首趟飛往貝尼邁拉勒和拉希迪耶的航班。這項投資預計將運送超過500萬名乘客，提供超過500個直接就業崗位，並刺激12個城市的經濟成長。瑞安航空執行長 Eddie Wilson 強調了這項合作關係在增強旅遊業和以 MAD330 票價為基礎的連通性方面所發揮的作用。

## 发展和扩张
爱尔兰的瑞安航空是欧洲规模最大的廉价航空公司，2010年运载了6530万名乘客。易捷航空以4610万的客运量名列第二。
瑞安航空行政總裁於2025年4月曾表示，若整體成本比波音或空中巴士的客機低一至兩成的話，會考慮引入中國商飛C919單通道客機；又指對C919通過飛安測試有信心，期待C919客機能成為瑞安航空機隊的一員。

## 批判
現任瑞安航空總裁Michael O'Leary經常針對英國航空，以言論打撃對手。並經常在其機隊的機身上寫上對英航不滿的字句，如「SAY NO TO BA FUEL LEVY」（拒絕英航的燃油附加費）。2005年9月20日，O'Leary在倫敦舉行的一個新聞記者會上打扮成一個高速公路劫匪的模樣，目的是暗示英航向每位乘客加收60英磅的燃油附加費，行為等同公路劫匪。同時表示瑞安航空永遠不會向乘客徵收燃油附加費。
瑞安航空同時以時常無預警取消班機和顺风硬着陆而臭名遠播，並且持續忽視旅客權益，備受考驗。

## 趣闻
2008年1月30日，法国总统尼古拉·萨科齐的律师说，萨科齐及其女友正在起诉爱尔兰瑞安航空公司，因为该航空公司未经他们同意，私自把两人的照片刊登在广告上。萨科齐的律师蒂埃里·赫尔佐克说，对于瑞安航空公司侵犯个人隐私的行为，萨科齐要求获得1欧元的象征性赔偿，但他的女友卡拉·布吕尼要求航空公司赔偿50万欧元。

## 竞争
瑞安航空公司的主要競爭對手有易捷航空、德国之翼航空、泛航航空、捷特二航空、伏林航空、维兹航空、弗莱比航空、英國途易航空等等。
在2004年，約有60間新的廉價航空開業。由2002年起，愛爾蘭航空也改走廉價航空路線，2003年時，MyTravelLite亦開辦伯明翰到都柏林的航線，令瑞安航空面對強大的競爭，尤其在本土的愛爾蘭航線方面。
瑞安航空對那些競爭對手展開強力反擊，包括大幅減低價格。而針對MyTravelLite，瑞安航空開設新航線，直接與對手周旋，直至把對手擠走。Go Fly航空亦因為開設了來往都柏林、格拉斯哥、愛丁堡三地的航線，而遭到瑞安航空的重點打擊，在激烈的競爭之後，結果是Go Fly宣佈停止經營都柏林航線。
在2004年之前，瑞安航空最大的競爭對手易捷航空從未大幅開發愛爾蘭市場。但在2004年9月，易捷航空宣佈開設來往愛爾蘭科克和倫敦盖特威克机场的航線，稍後兩大航空公司各自退出一些航線。
英國汽船公司認為，廉價航空之間的競爭，尤其是瑞安航空的策略，是他們停辦纽卡斯尔到哥德堡渡輪的主因。這航線是唯一來往英國瑞典兩地的渡輪航線，由19世紀已開始經營。
在過去，瑞安航空公司經常強調自己的價格，在眾多航空公司中是最低的，在他們的網站上，會不時出現標價接近免費的機票，而實際上，所有機票都有很多附加費，這些才是集團的收入來源。但這種策略成功為瑞安航空建立出最便宜的航空公司的形象，壓倒其他的對手。
不過自2013年開始改變政策，認為不要「不必要的惹火消費者」，經營策略往傳統航空稍稍靠攏，瑞安航空取消了許多附加費用，全盤重整網站，並推出較高價位的商業艙等選擇，結果半年內，不僅提高平均票價5%，還多售出兩百萬個機位，消費者對瑞安航空的評價也明顯改善。

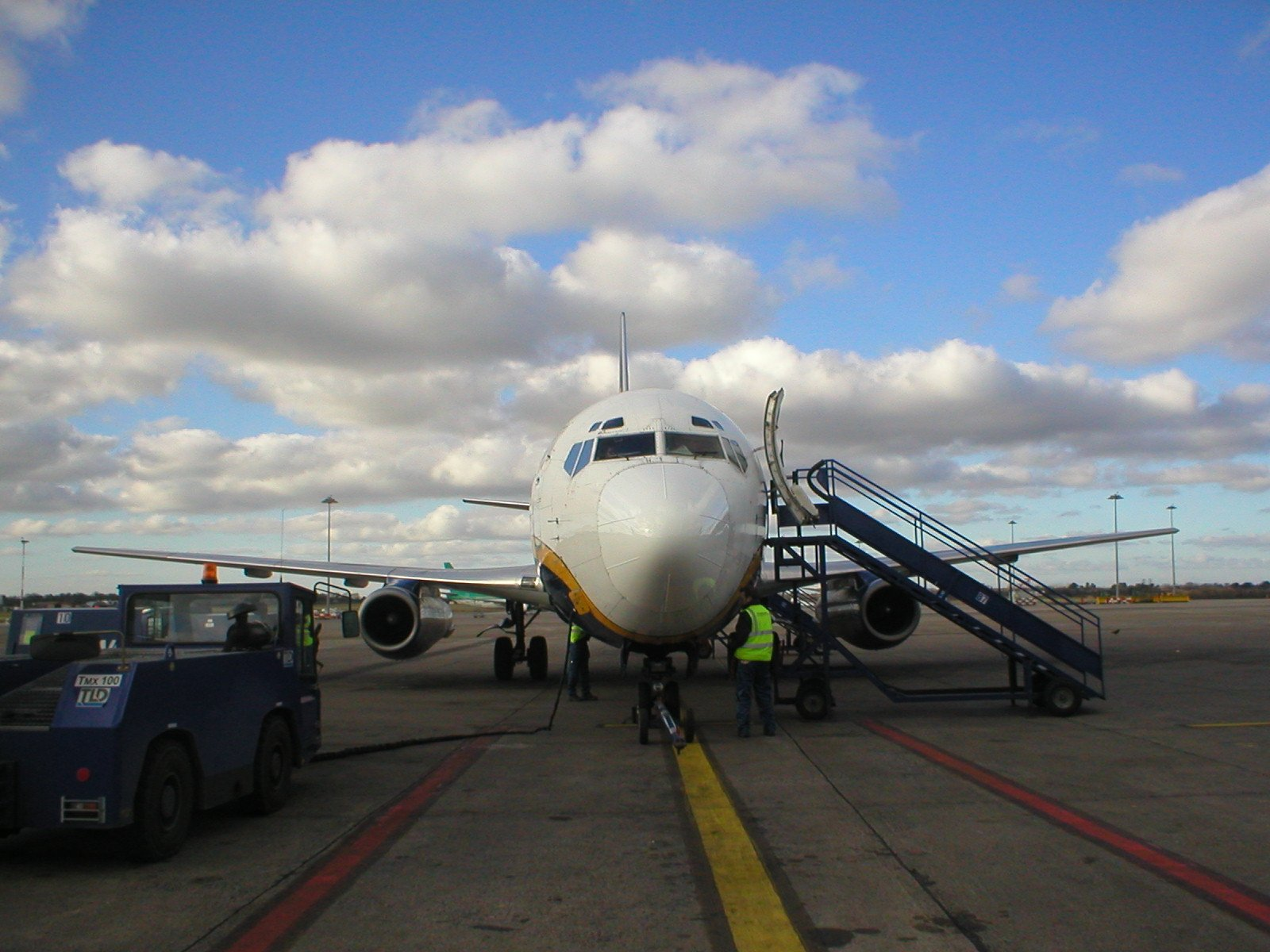
一架瑞安航空波音737-200，现已退役，摄于2004年爱尔兰都柏林机场。

## 航点

Ryanair 运营的国家/地区

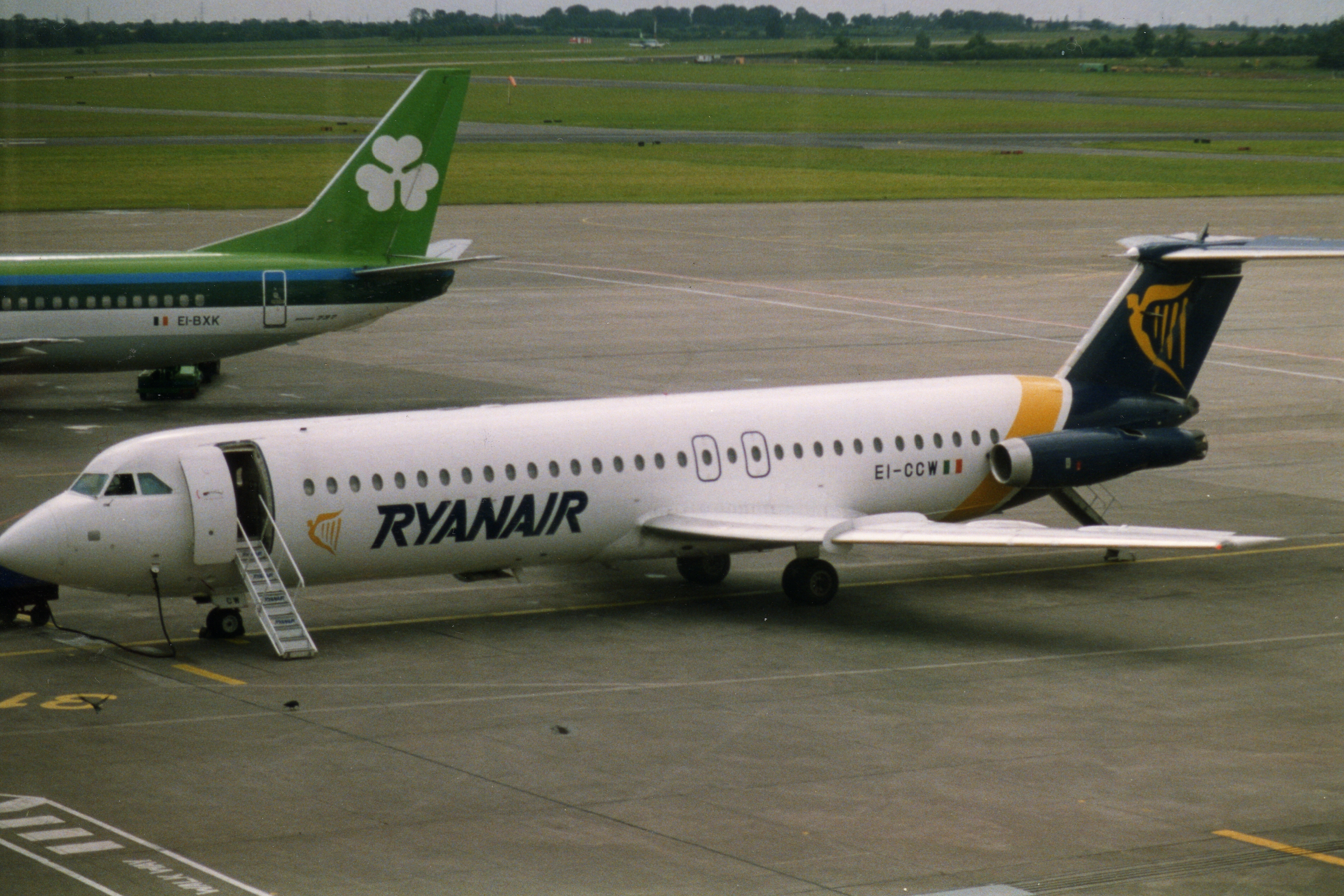
一架瑞安航空的BAC 1-11以及一架爱尔兰航空公司的波音737，摄于1993年爱尔兰都柏林机场。 这两家公司是在都柏林机场中运营的最大的航空公司。

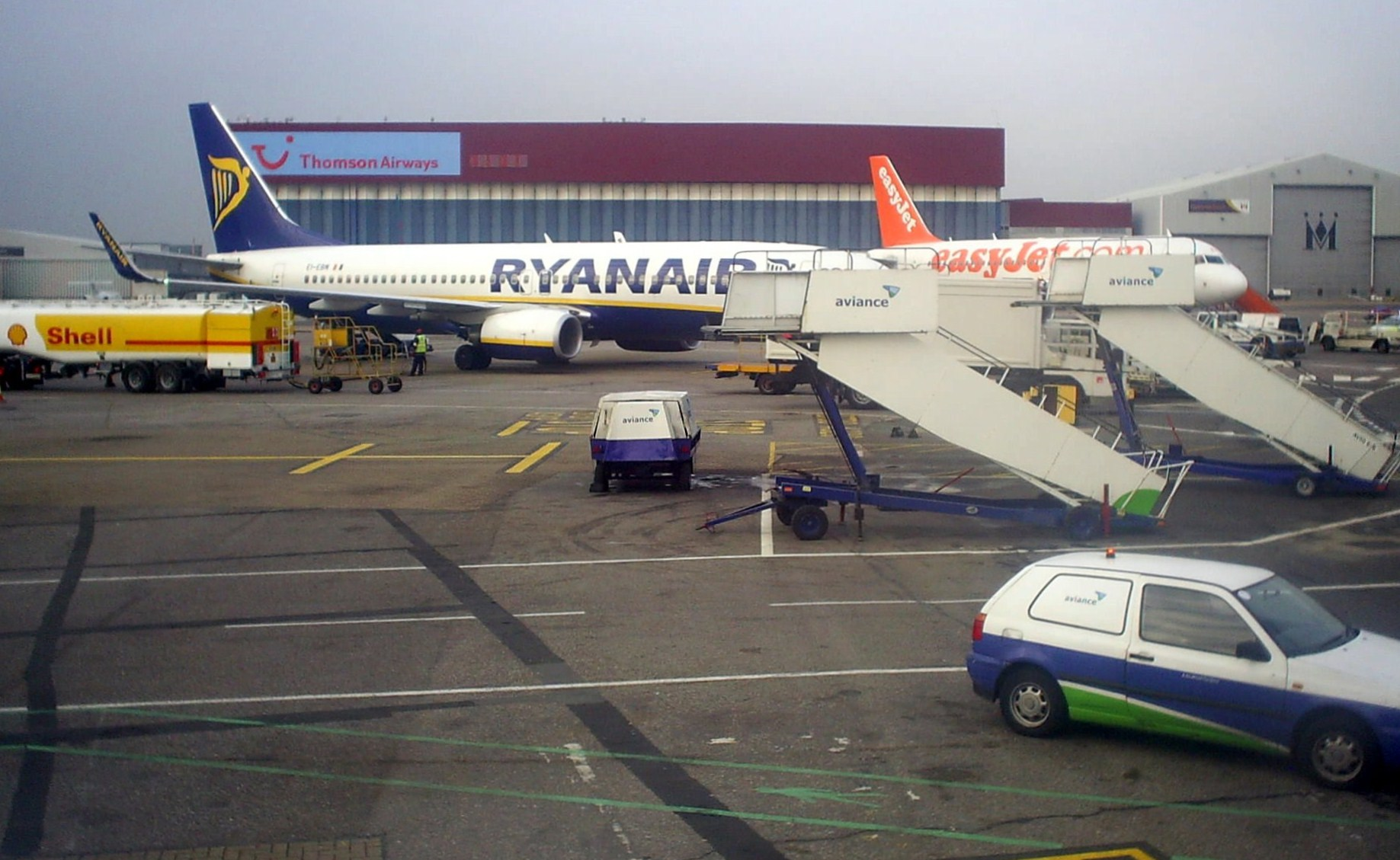
一架瑞安航空的波音737-800和一架易捷航空的空中客车A319-100，摄于2009年英国伦敦卢顿机场。两家均为欧洲最大廉价航空公司。

## 机队

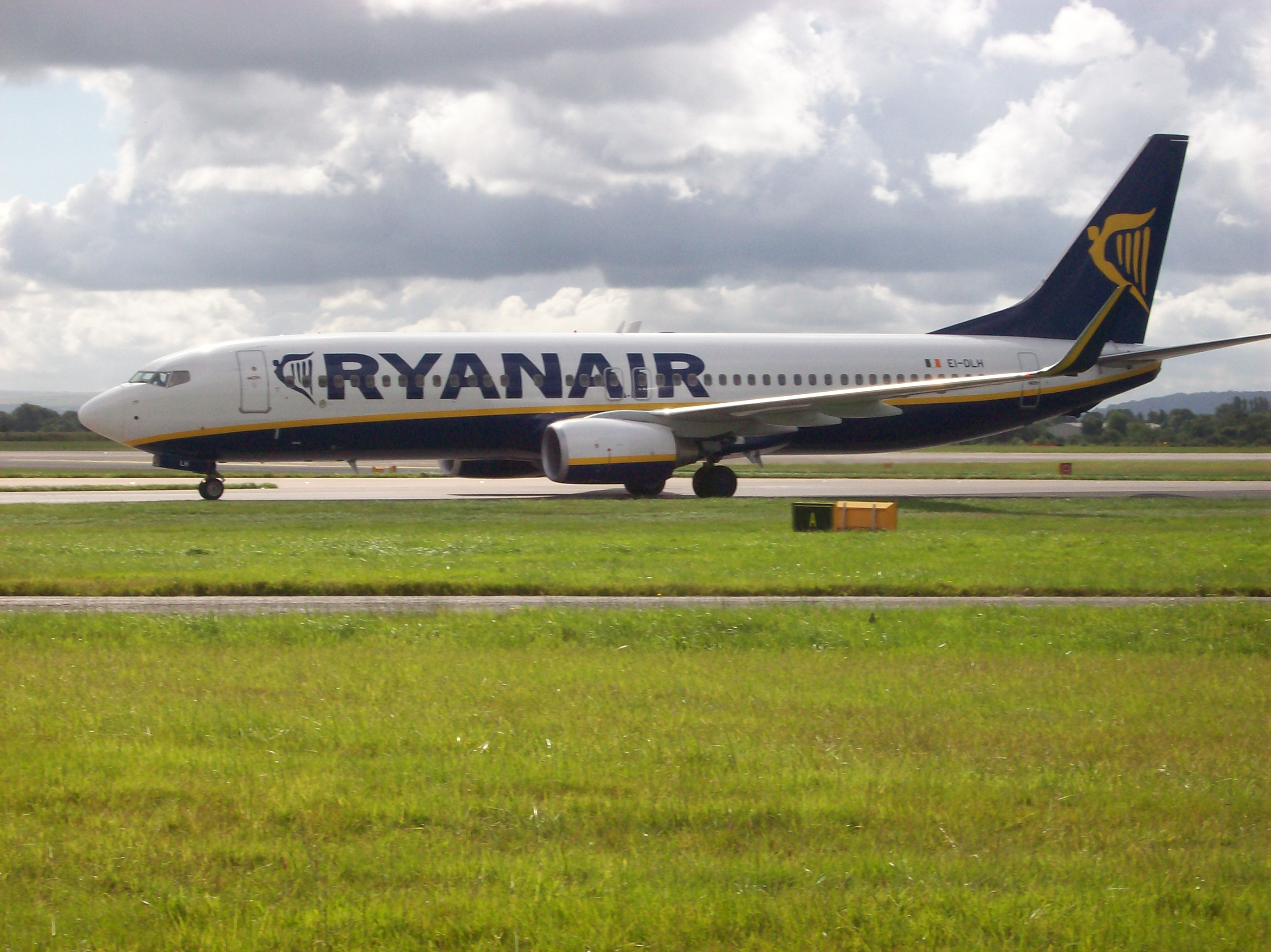
瑞安航空一架正在曼彻斯特机场滑行的波音737-800

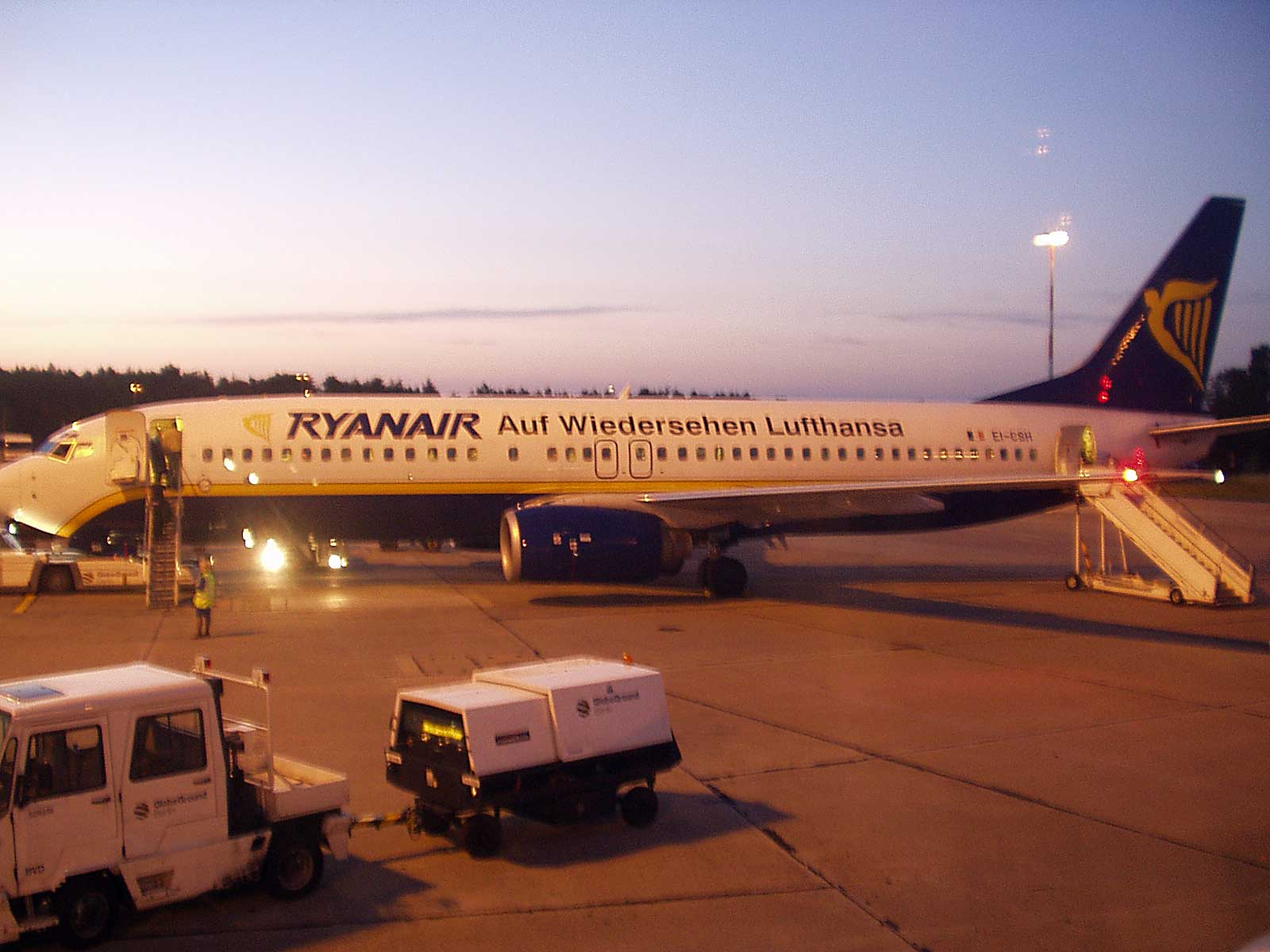
瑞安航空一架机身上涂有德文标语“再见，汉莎”（Auf Wiedersehen Lufthansa）的波音737-800，摄于2005年德国柏林－舍讷费尔德机场。

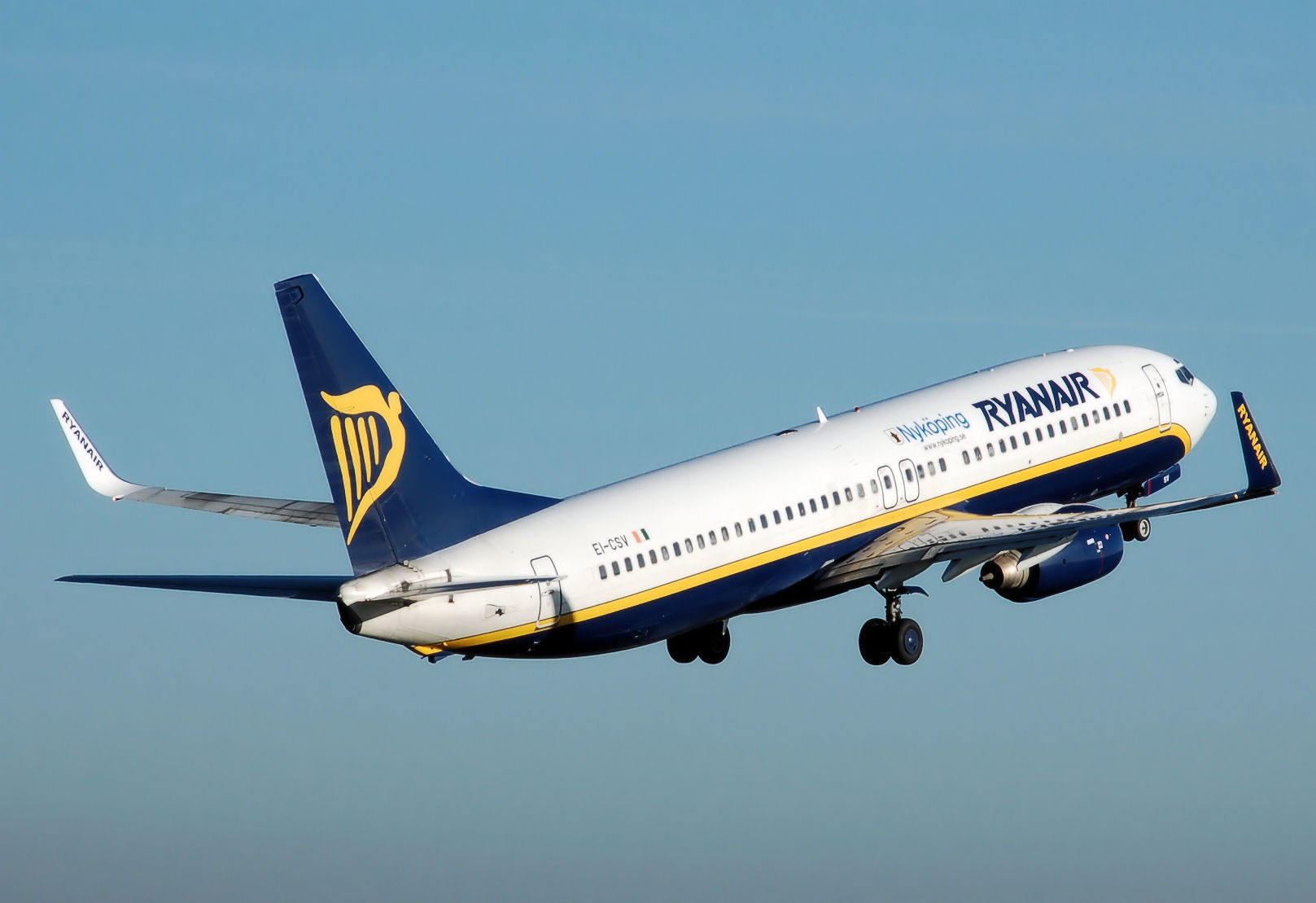
瑞安航空一架命名为尼雪平（Nyköping）的波音737-800从英国伦敦卢顿机场起飞，摄于2007年。

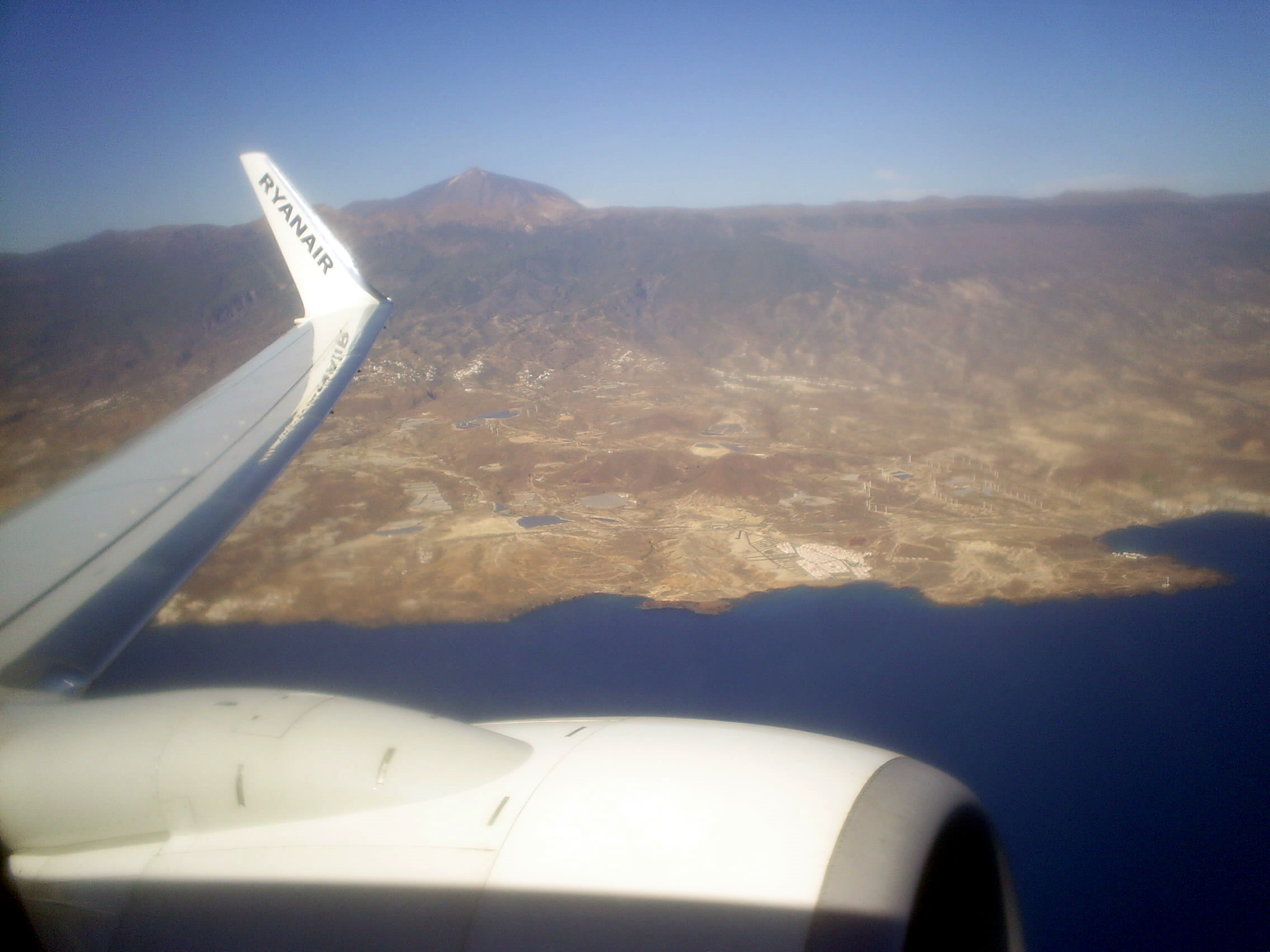
采用翼尖小翼的瑞安航空飞机，远处为特内里费

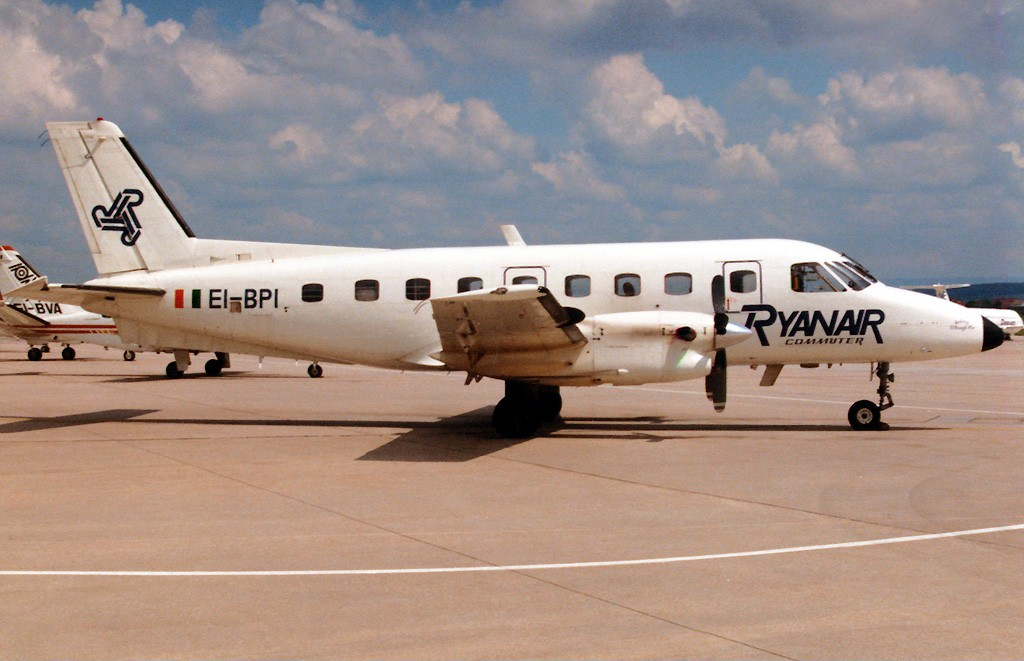
1988年瑞安航空的EMB-110在斯圖加特岛上的泰德峰。

截至2024年8月，瑞安航空集團機隊由以下飛機組成：

### 已退役機型
瑞安航空曾運營以下機型：
| 機型        | 引進 | 退役 |
| ----------- | ---- | ---- |
| EMB-110     | 1985 | 1989 |
| HS748       | 1986 | 1990 |
| BAC 1-11    | 1987 | 1994 |
| ATR 42-300  | 1989 | 1991 |
| 波音737–200 | 1994 | 2005 |
| 波音737–300 | 2002 | 2004 |

## 事故
- 2008年11月10日，瑞安航空4102班機（英语：Ryanair Flight 4102），因在降落時遭受多次鳥擊，導致機上172人中有2名機組人員以及8名乘客受傷，涉事飛機是機齡僅8個月的波音737-800（註冊編號: EI-DYG)，因受到嚴重損壞而直接報廢，不給予修復。

- 2021年5月23日，瑞安航空4978號航班，載有132人的的波音737-800在立陶宛領空時，收到假的炸彈威脅，在經過白俄羅斯領空時，在總統盧卡申科的指示下，該國空軍的米格-29戰鬥機前往護航，並備降到明斯克國際機場，落地後，白俄羅斯共和國國家安全委員會工作小組上機逮捕該班機乘客，反對派網絡NEXTA的聯合創辦人兼總編輯羅曼·普羅塔塞維奇與其女友。

- 2023年4月9日，瑞安航空5542號班機，在都柏林機場落地後，鼻輪損壞，雖然沒有人員受傷，但是有一名乘客休克進行治療。

## 引申阅读
- Ryanair: How a Small Irish Airline Conquered Europe，作者：Siobhan Creaton，2004年5月第一版 - ISBN 1854109928.
- No Frills: The Truth Behind the Low Cost Revolution in the Skies，作者：Simon Calder，2002年6月第一版 - ISBN 185227932X